# Urodolichus lambi
Urodolichus lambi är en tvåvingeart som beskrevs av Grichanov 1998. Urodolichus lambi ingår i släktet Urodolichus och familjen styltflugor.
Artens utbredningsområde är Madagaskar. Inga underarter finns listade i Catalogue of Life.